# Смуглів Микола Семенович
Микола Семенович Смуглів (5 січня 1883 — † до 14 грудня 1953) — полковник Армії УНР.

## Життєпис
Станом на 1 січня 1910 р. — поручик 121-го піхотного Пензенського полку (Харків). Брав участь у Першій світовій війні, був нагороджений  орденом Святого Георгія IV ступеня. Останнє звання у російській армії — полковник.
З 21 червня 1919 р. до 10 серпня 1919 р. — командир 1-го рекрутського полку Дієвої армії УНР у Кам'янці-Подільському. У складі Збірної Київської дивізії брав участь у Першому Зимовому поході. У 1920–1921 рр. був приділений до старшинської чоти при штабі Тилу Армії УНР.
Помер у Франції.